# Cohabitación (política)

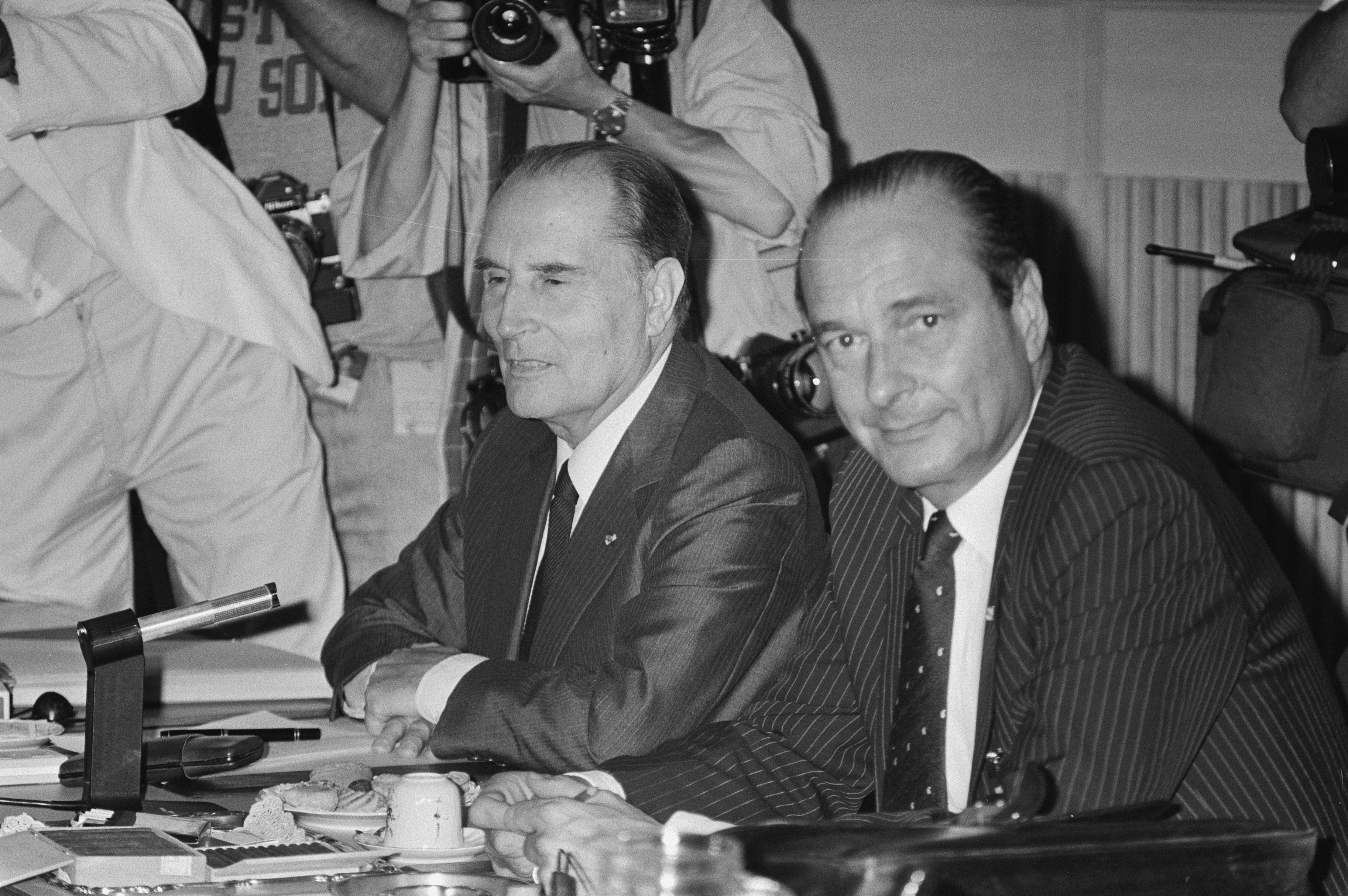
La cohabitación ocurrió, como ejemplo, cuando Jacques Chirac (derecha) fue primer ministro bajo François Mitterrand (izquierda) como presidente.

La cohabitación, llamada a veces coparticipación, es la situación que se da cuando el jefe de Estado de la República, elegido de forma independiente, es de diferente partido político y que no conforman una coalición donde el jefe de Gobierno, tiene que ser aceptado por parte del parlamento. Esta situación se da en ocasiones en repúblicas semipresidencialistas como es el caso de Francia o Portugal, cuando el presidente de la República es de diferente partido político que la mayoría de los miembros del parlamento, debido a que dicho sistema político requiere que el presidente nombre a un primer ministro aceptable por la mayoría de los miembros del órgano legislativo.
Por extensión recibe tal denominación cuando dos partidos opuesto se ven obligados a gobernar en conjunto en un gobierno de unidad nacional, o entre un presidente nacional y un alcalde o gobernador de la capital estatal por su importancia política y usualmente demográfica, como por ejemplo en México, donde el jefe de gobierno de Distrito Federal (con más de un 20% de la población del país) fue desde 1997 hasta 2018 de un partido distinto al Presidente de la República, o en el caso de Argentina donde el gobernador de Buenos Aires (un tercio demográfico del país) ha sido en varias ocasiones de un partido opuesto al Gobierno central. Se trata de un término traducido a capón del francés, porque en español, «cohabitación» tiene el sentido usual de «concubinato».